# Hugues Imbert
Hugues Imbert (Moulins-Engilbert, 1842 – Parigi, 1905) è stato un musicologo, critico musicale e scrittore francese.

## Biografia
Si è laureato al Collège Sainte-Barbe di Parigi. 
Ha studiato violino suonandolo privatamente, prima a casa, poi a Parigi con Richard Hammer (1828-1907) e con Auguste Faucheux. Aveva una predilezione per la musica da camera e per la musica sinfonica.
Ha lavorato e diretto per molti anni la clinica oftalmologica di Parigi, fino a quando si ritirò nel 1885. Ha collezionato un buon numero di opere d'arte.
Si è dedicato alla divulgazione musicale, effettuando numerose collaborazioni con varie riviste e giornali; è stato lungamente redattore e direttore del Guide musical.
Dal 1886 è stato critico musicale con il periodico L’Indépendance musicale et dramatique e autore di numerosi articoli nella seconda edizione del Grove Dictionary of Music and Musicians.
Articoli e saggi sui musicisti contemporanei sono stati raccolti in diverse pubblicazioni: Profiles de musiciens (1888), Nouveaux profils (1892), Portraits et Etudes (1894), Profils d'artistes contamporains (1897), Modern Medallions contemporains (1902). Tra i musicisti ai quali ha dedicato i suoi approfondimenti menzioniamo: Ciajkovskij, Chabrier, Fauré, Saint-Saëns, Boisdeffre, Dubois, Lalo, Reyer, Massenet, Rubinštejn e Edouard Schure.
Tra i suoi libri annoveriamo: La symphonie après Beethoven (1900); saggi sulla vita e l'opera di Charles Gounod (1897) e di Georges Bizet (1899); il libro su Johannes Brahms fu pubblicato postumo (1906) con una prefazione di Eduard Schure. Era Brahms, insieme a Robert Schumann, secondo Henri de Curzon, l'autore preferito di Imber.
Nei suoi libri spesso la critica letteraria si mescolava alle critiche d'arte: Rameau assieme a Voltaire e a Stendhal erano oggetti di approfondimento con riferimenti ed accostamenti musicali ed artistici.
Oltre a lavori su temi musicali, ha pubblicato un libro di saggi di viaggio intitolato Quatre Mois au Sahel (1888).